# Peer-jeneverbesroest
De peer-jeneverbesroest (Gymnosporangium sabinae) is een schimmel met Juniperus als primaire waardplant en alleen Pyrus als secundaire waardplant. Het veroorzaakt oranje vlekken op het blad.

## Levenscyclus
Zoals veel roestziekten heeft Gymnosporangium sabinae twee verschillende gastheren nodig om zijn levenscyclus van jaar tot jaar te voltooien. Jeneverbes is de wintergastheer en peer is de meest voorkomende zomergastheer. Sporen (aeciosporen genoemd) worden geproduceerd uit de lantaarnvormige schimmelgroei die uitsteken uit de bladeren aan de onderkant van het perenblad.en die in de lucht komen en jeneverbessen infecteren. Deze schimmel overwintert in zwellingen of gallen op geïnfecteerde twijgen en takken van gevoelige jeneverbesplanten. 
In de lente, na een regenbui of zware dauw, produceren de gallen op de jeneverbes kleine donkere hoornachtige gezwellen die bedekt worden met een oranjebruine gelatineuze massa genaamd telia. Het overeenkomstige stadium op de perenbomen staat bekend als aecia. De telia en aecia geven door de wind meegedragen rustende of overwinterende sporen vrij (teliosporen en aeciosporen genoemd) die respectievelijk gevoelige perenbladeren en jeneverbes kunnen infecteren. Sporen die worden geproduceerd door de door schimmel veroorzaakte zwellingen op jeneverbessenstelen, kunnen tot 6 km besmettelijk zijn. De ziekte veroorzaakt een geeloranje vlek die felrood kleurt op bladeren van perenbomen. De ziekte kan bijzonder schadelijk zijn voor peren, wat resulteert in volledige ontbladering en oogstverlies als ze niet worden behandeld. De schimmel voedt zich met de levende cellen van de waardplant en is niet in staat om te overleven op dood plantaardig materiaal, en moet dus ofwel afwisselen met een andere gastheer of rustsporen produceren om het rustseizoen te passeren. 

## Kenmerken
Aecia
Op peer is de schimmel macroscopisch te herkennen aan de bleekbruine eikelvormige aecia, die aan de onderzijde van het blad en ook op bladstelen en vruchten worden gevormd en oranje vlekken aan de bovenkant van het blad veroorzaken. Deze zijn 2-5 mm hoog en 1-3 mm breed. De aeciosporen zijn kastanjebruin en 25-32 × 22-29 μm groot. De sporenwand is 3-4,5 μm dik en fijn wrattig bekleed.
Telia
Slechts enkele dagen in de lente worden er op de takken van Jeneverbes telia gevormd op oudere takken. Deze lijken op kussens of zuiltjes. De telia zijn in verse toestand opvallend oranje-achtig en gelatineus, in droge toestand donkeroranje tot bruin, brokkelig, cilindrisch tot kussenvormig. De hoogte is 8 tot 10 mm. De teliosporen zijn tweecellig, naar de top als naar de basis toe versmald en voorzien van een bleekbruine wand. De sporenmaat is 38-48 × 20-30 μm.
Op jeneverbes niet te onderscheiden van de afgeronde jeneverbesroest (Gymnosporangium confusum).

## Verspreiding
Het verspreidingsgebied betreft met name Europa, maar er zijn ook enkele waarnemingen bekend uit Afrika (Marokko, Libië), Noord-Amerika (VS) en Azië (China). In Nederland komt de peer-jeneverbesroest vrij algemeen voor. Hij is niet bedreigd en staat niet op de rode lijst.

## Foto's

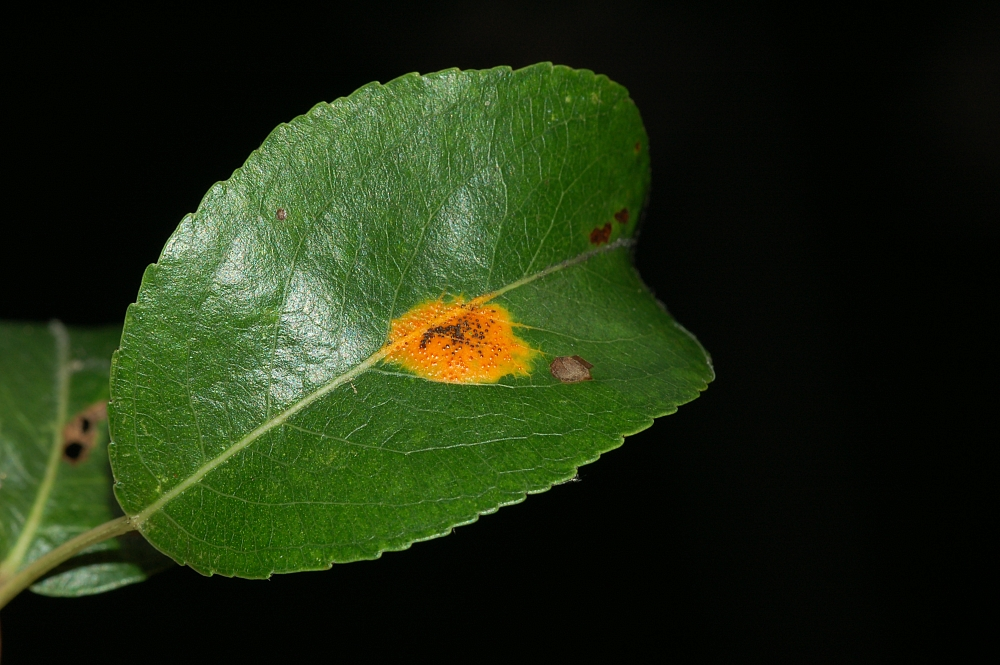
Bovenzijde blad in juli
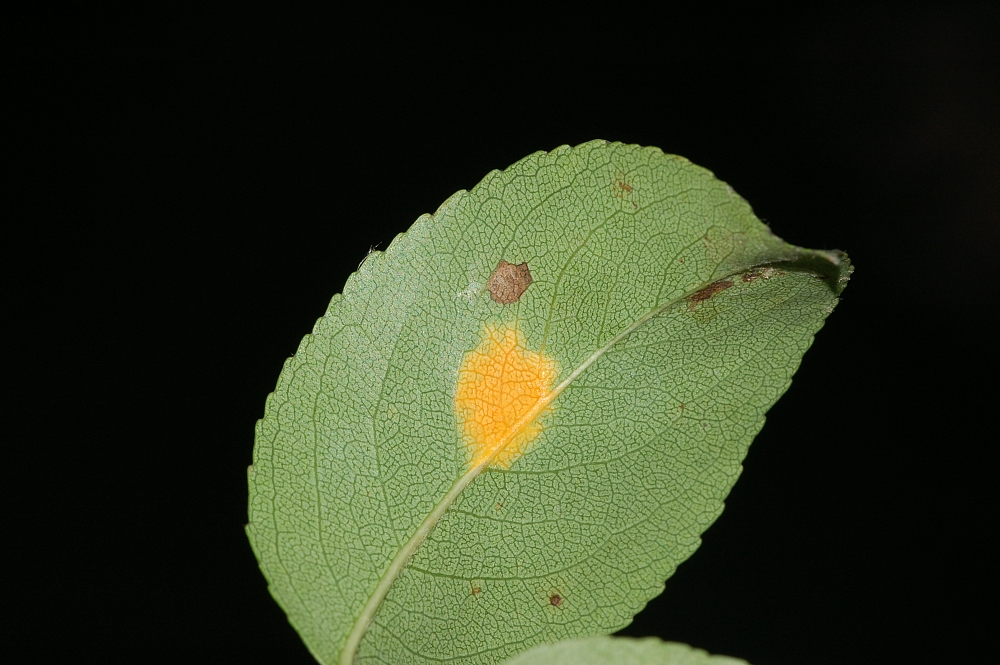
Onderzijde blad in juli
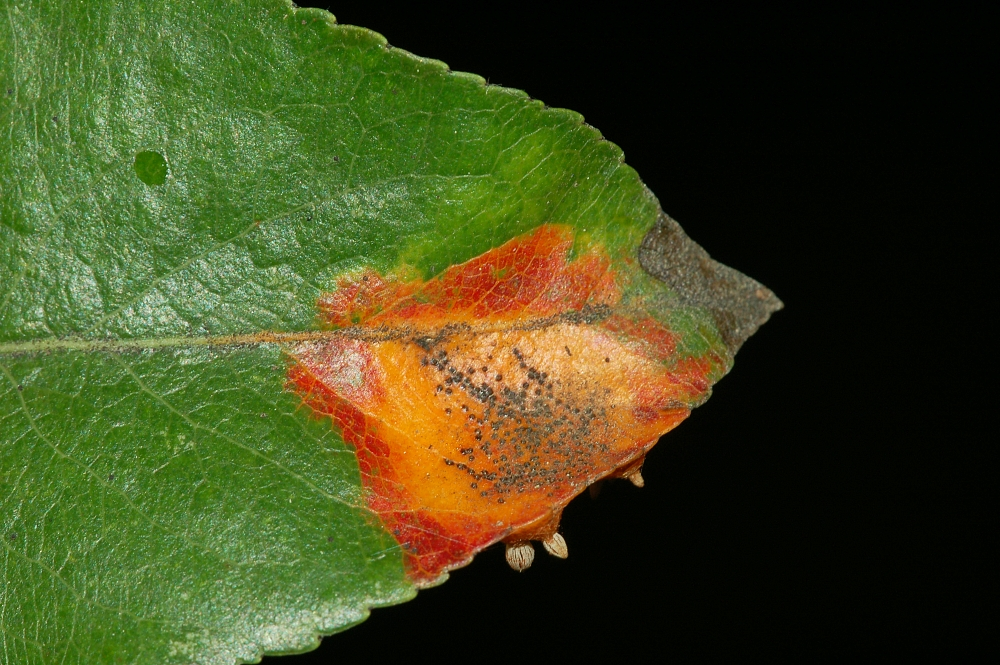
Bovenzijde blad in oktober
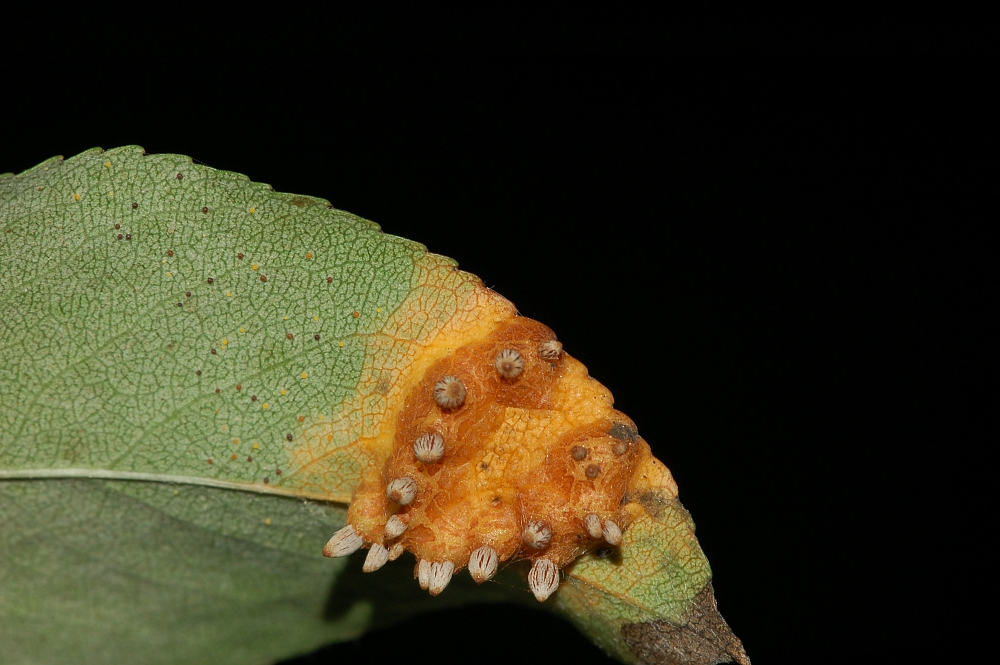
Onderzijde blad in oktober
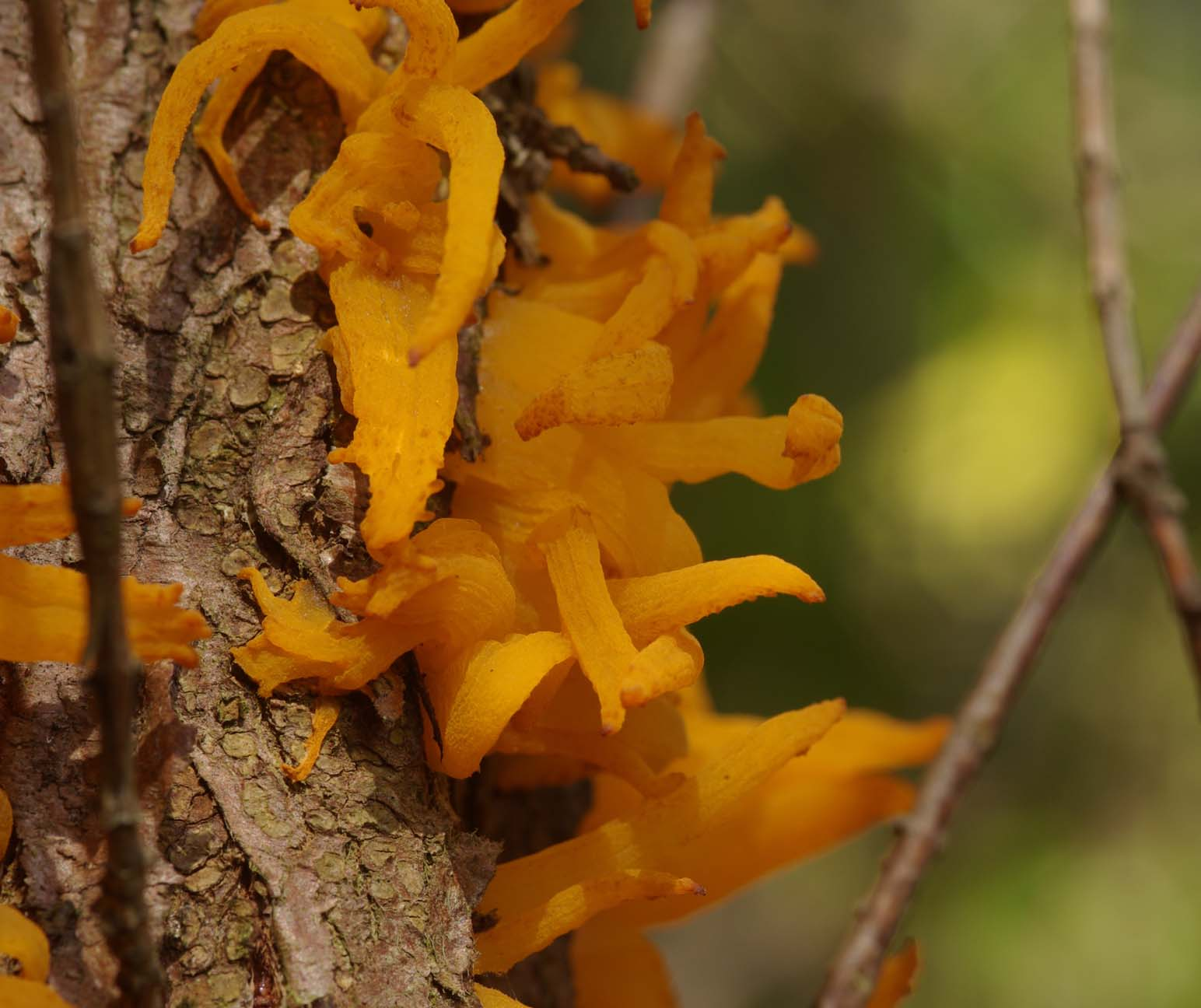
Telia
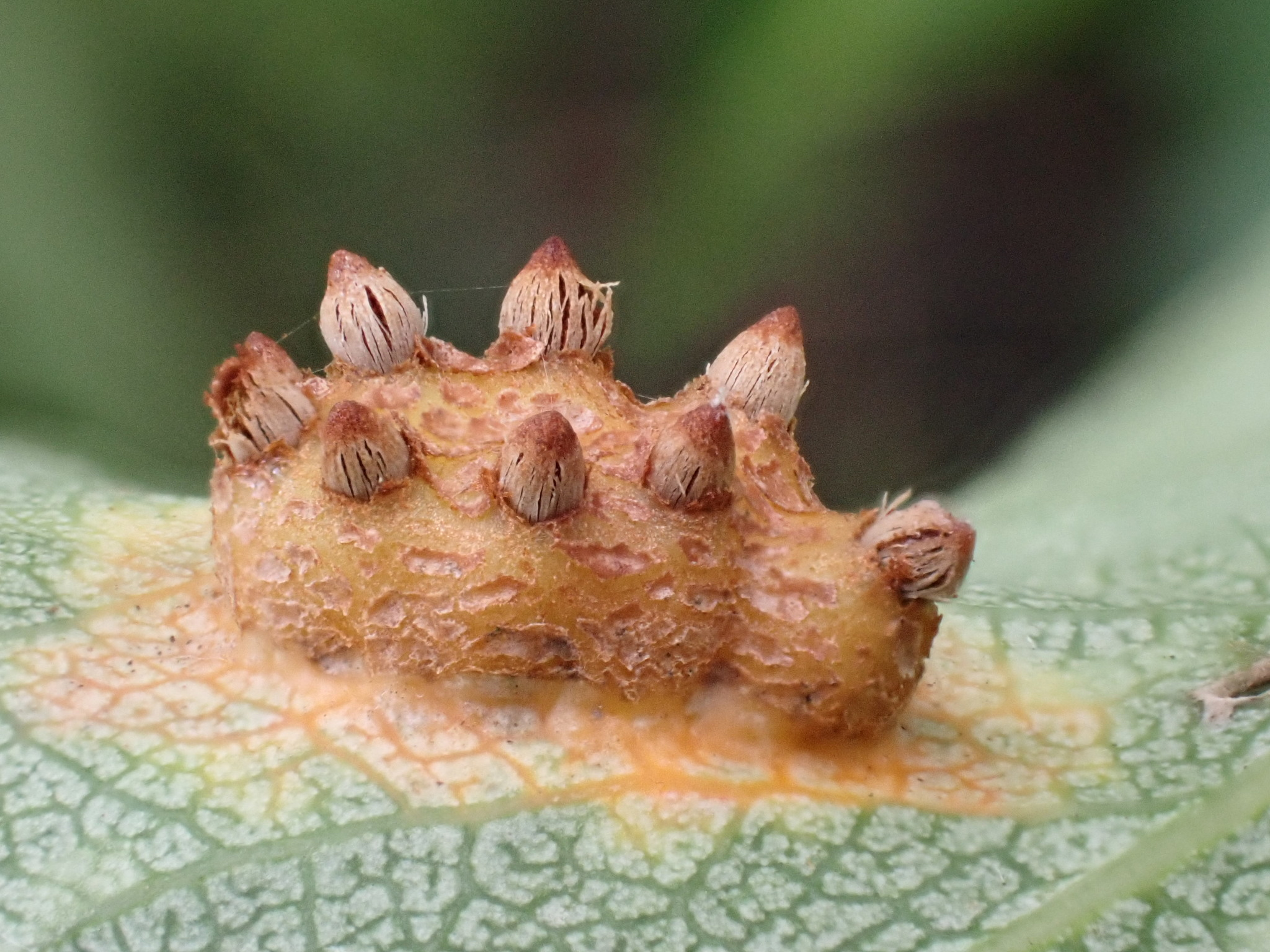
Verse aecia
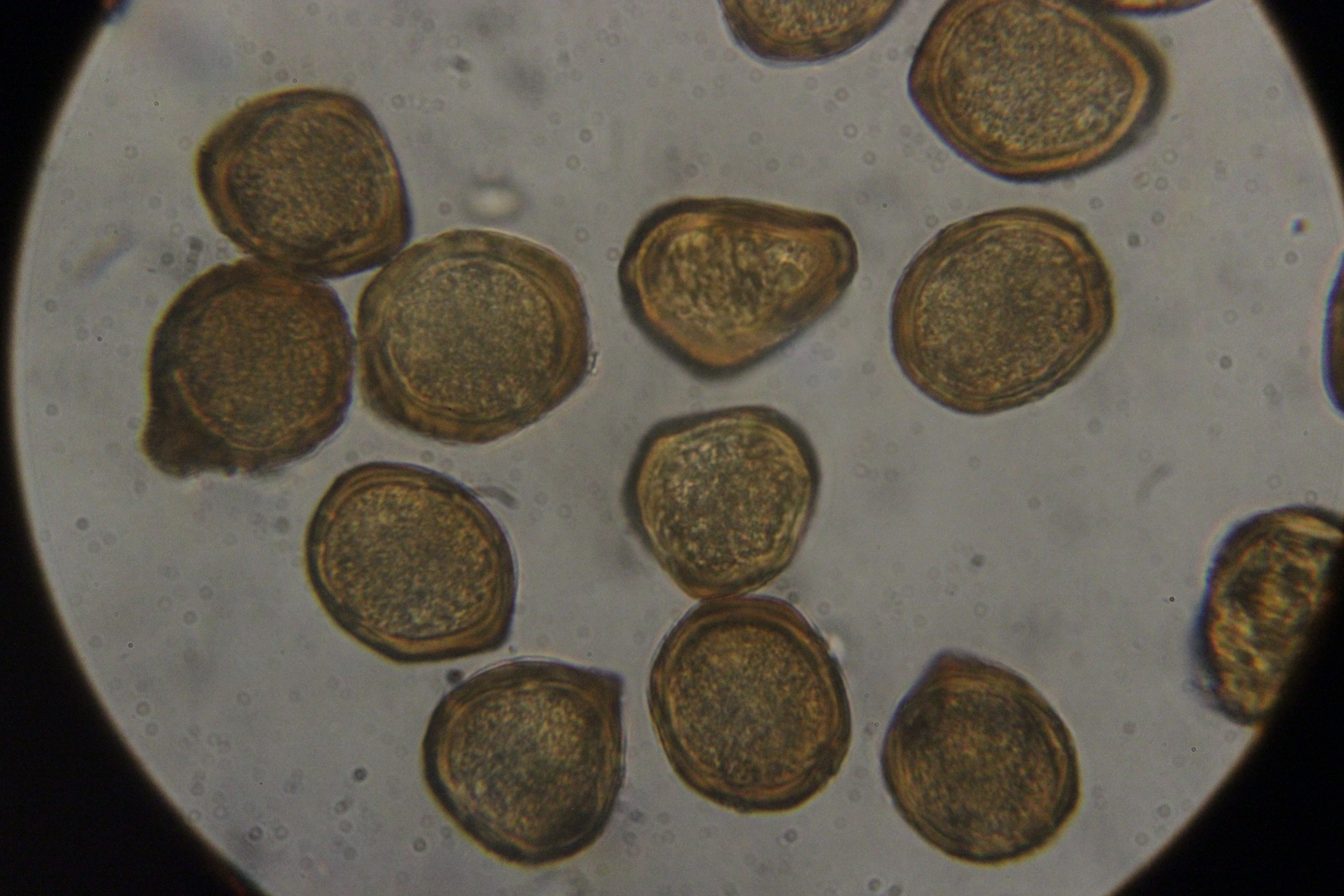
Aeciosporen
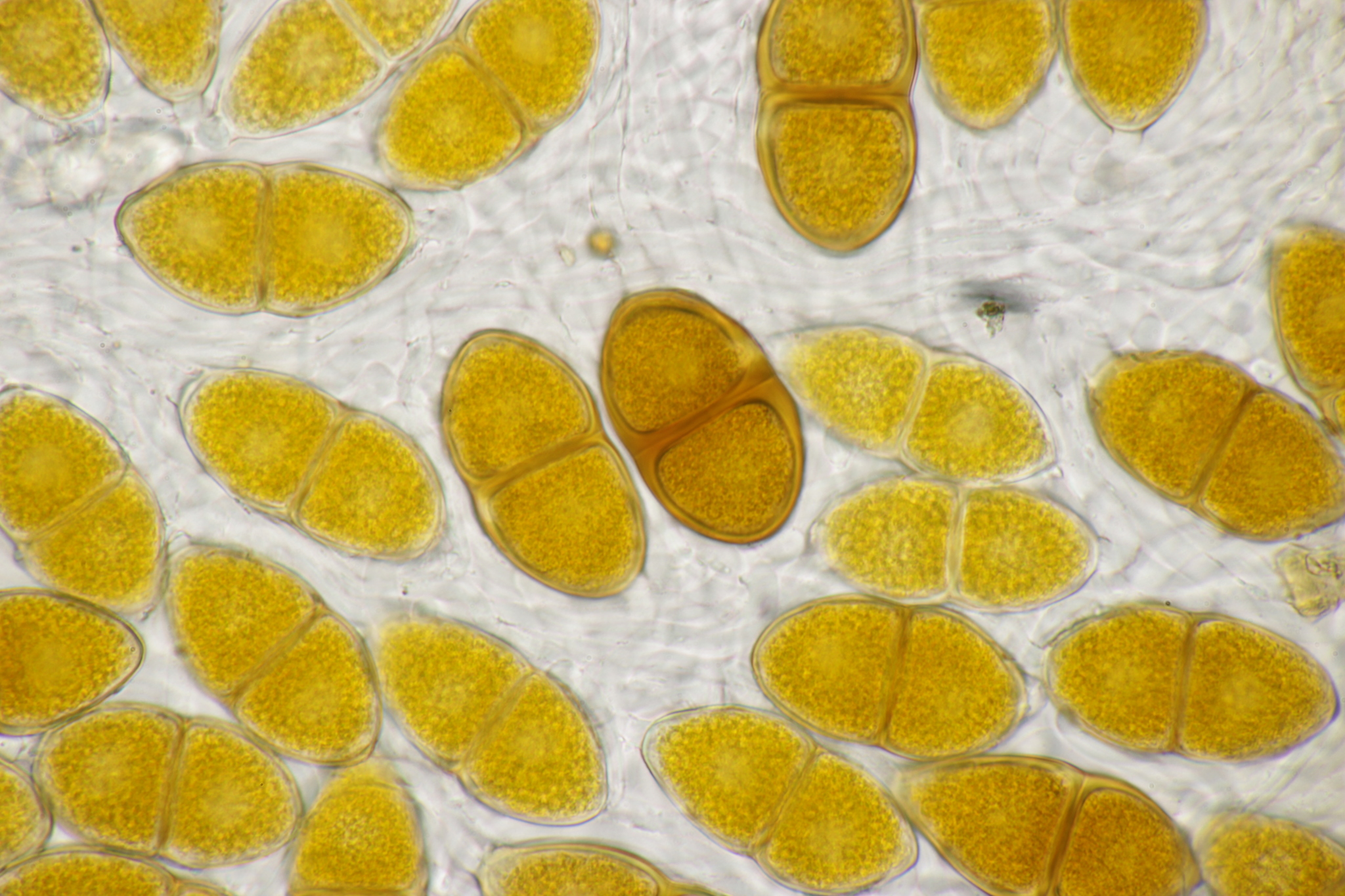
Teliosporen